# Chiesa di Santa Maria Assunta (Senale-San Felice)
La chiesa di Santa Maria Assunta (in tedesco Pfarrkirche Maria Himmelfahrt), detta anche santuario della Madonna di Senale, è la parrocchiale a Senale, frazione di Senale-San Felice, in provincia autonoma di Bolzano. Appartiene al decanato di Lana-Tesimo della diocesi di Bolzano-Bressanone e risale al XII secolo.

## Storia

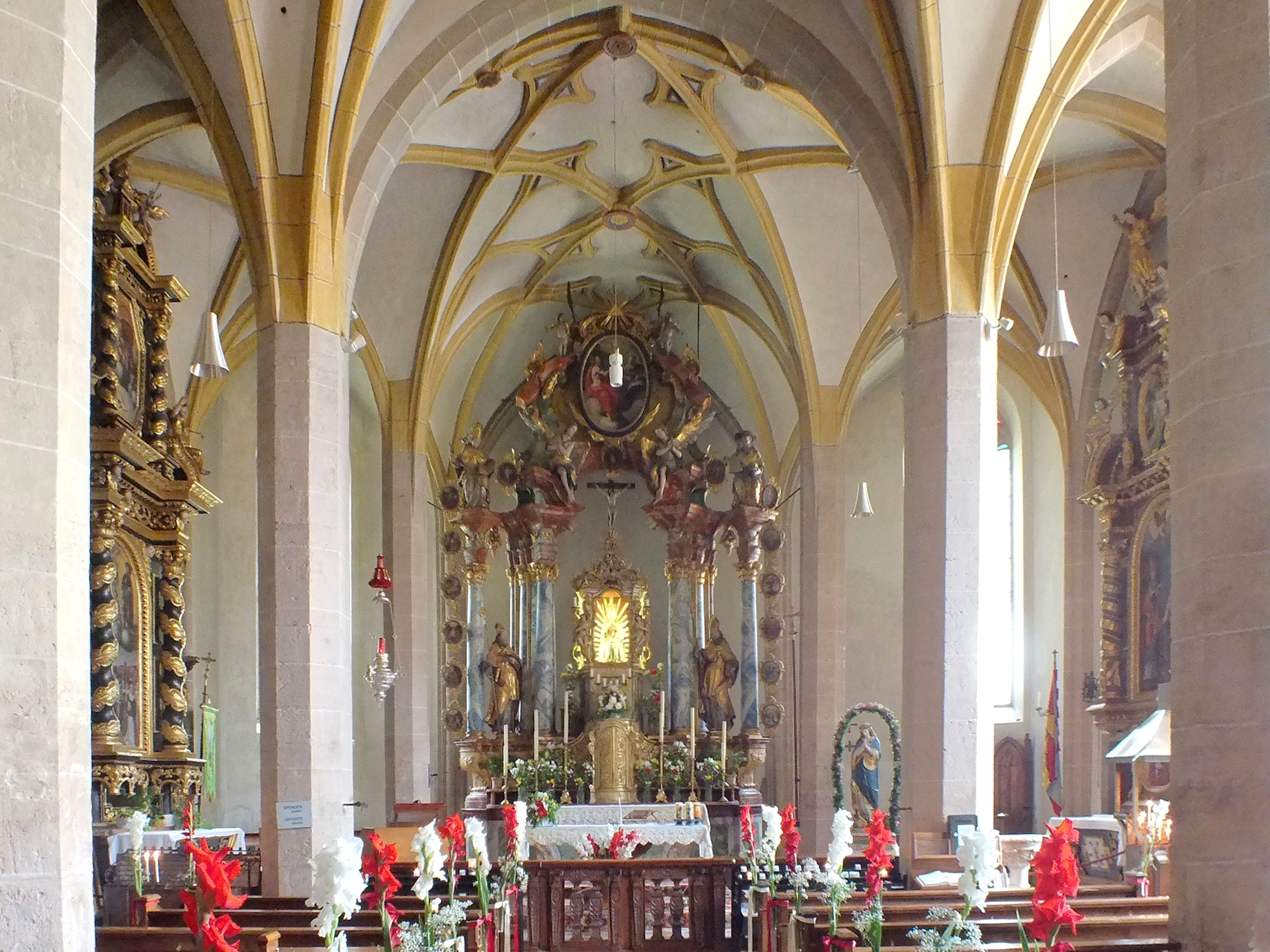
Interno della chiesa con altare maggiore.

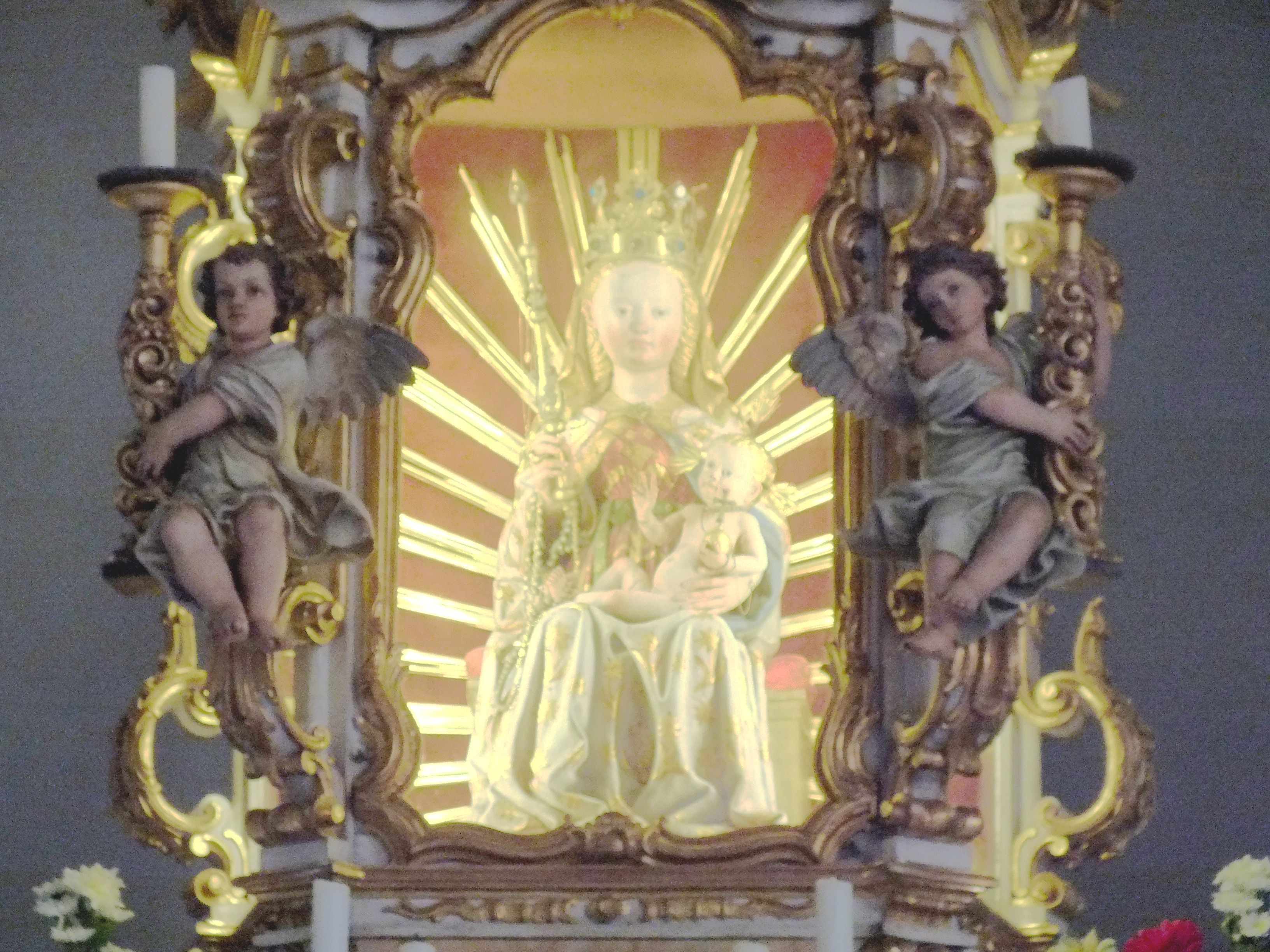
Immagine venerata della Madonna con Bambino conservata sull'altare maggiore.

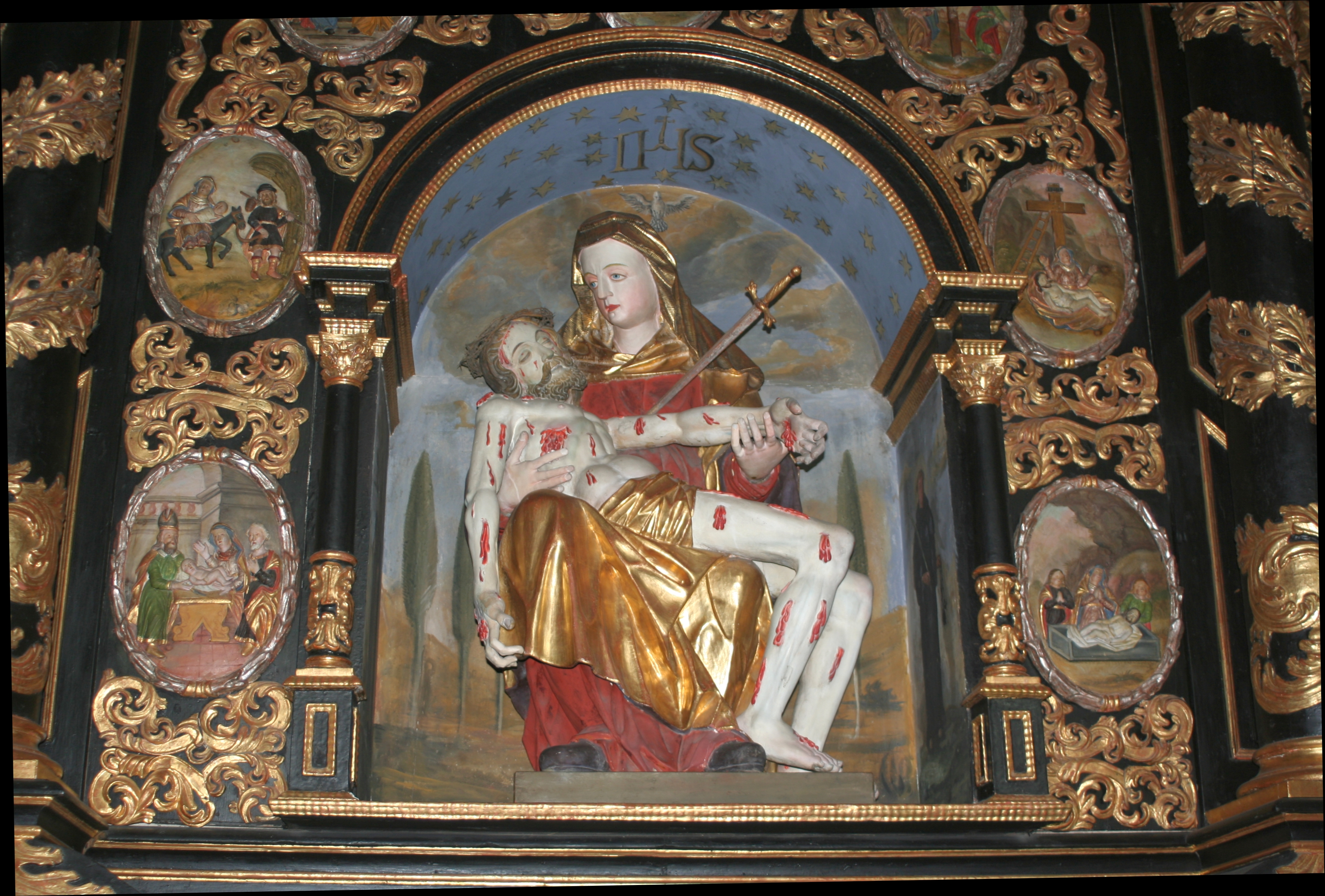
Pietà presente su un altare laterale.

Nel 1184 il convento al quale la chiesa apparteneva venne citato per la prima volta come luogo adatto per ospitare pellegrini di passaggio. Papa Lucio III già in quel momento dichiarò la parrocchia indipendente da Sarnonico. Il convento poi entrò a far parte prima dei luoghi custoditi dagli agostiniani e poi, dal 1807 dai benedettini. In tempi recenti la chiesa entrò tra le proprietà dell'abbazia di Muri-Gries, vicino a Bolzano.
Un importante lavoro di riscostruzione della struttura si ebbe attorno al XV secolo, e da quel momento la chiesa ebbe un aspetto gotico. Negli anni sessanta la chiesa è stata oggetto di importanti restauri e durante tali lavori sono stati riscoperti affreschi risalenti al XIV secolo mentre sono risultate presenti, sotto la pavimentazione della sala, le fondamenta di un primitivo luogo di culto risalente addirittura al I secolo.

### Leggende
Secondo la tradizione popolare vi sarebbe stata un'apparizione della Madre di Dio a richiedere l'erezione della chiesa in una zona pianeggiante e paludosa invece che in posizione elevata come era consuetudine del periodo. Una seconda versione narra di un viandante aggredito sul passo delle Palade che avrebbe invocato l'aiuto della Madonna, poi apparsa in suo soccorso.

## Descrizione
La struttura interna caratterizzata da soffitto piatto e pianta della sala è tipicamente romanica.
Nella navata centrale, sull'altare maggiore, è conservata l'immagine che rappresenta la Madonna con Bambino, considerata miracolosa dai fedeli, risalente ad un periodo antecedente il 1170 e oggetto di venerazione e pellegrinaggio. La chiesa viene per questa considerata santuario mariano. Sono notevoli anche gli altari laterali, lignei, in stile barocco e artisticamente intagliati.